# Malema (município)
Malema é uma vila moçambicana, localizada na província de Nampula, que é sede do distrito do mesmo nome.  Situa-se às margens do rio Malema, que lhe empresta o nome. Em 2007, Malema tinha uma população de 20 277 habitantes.6 082

## História
A vila tem o seu primórdio no início da ocupação colonial, com o estabelecimento do posto militar de Malema (Entre-Rios) em 1912.
Como posto militar português, foi palco de combates entre as forças portuguesas e britânicas aliadas, e as alemães durante a Primeira Guerra Mundial, sendo ocupada por estes últimos em Fevereiro e de novo em Junho de 1918.
A reforma de 1921 levou à abolição da estrutura administrativa militar, eliminando os comandos e postos militares e criando, em sua substituição, circunscrições civis. Malema torna-se então sede da sua circunscrição civil.
A povoação foi elevada à categoria de vila em 22 de Julho de 1961, data comemorada como feriado municipal.
Antes da independência nacional, a vila tinha o nome de Entre-Rios, e existe um movimento para restaurar o nome. Este nome deve-se à localização da vila entre o rio Malema e o seu afluente Mutivaze.
A Guerra Civil que assolou o país a partir de 1977 acabou por atingir o distrito em 1984, quando decorreram as primeira acções militares dos guerrilheiros da RENAMO. A vila de Malema foi atacada e ocupada pela RENAMO durante três dias em Fevereiro de 1987 e continuou a ser atacada esporadicamente até Novembro de 1988. No entanto, a relativa segurança da vila foi o refúgio da população rural, tendo sido aí criados centros de acolhimento de deslocados.
Em 2013, a vila foi elevada a município.. O município passou a ser governado por um Presidente do Conselho Municipal eleito. Já se realizaram duas eleições autárquicas no município tendo sido eleitos:
| Tomada de posse | Presidente do Conselho Municipal | Partido |
| --------------- | -------------------------------- | ------- |
| 2014            | Ângelo Fonseca                   | Frelimo |
| 2019            | Mário Adriano Muimela            | Renamo  |
| 2024            | Nelson Manuel Pedro              | Frelimo |

## Transportes
Malema é atravessada pela estrada nacional N13, que liga Nampula a Lichinga; e também pela linha férrea de Nacala a Entre-Lagos, tendo uma estação ferroviária com serviço de passageiros. Ambas infraestruturas são as peças fundamentais do Corredor de Nacala.

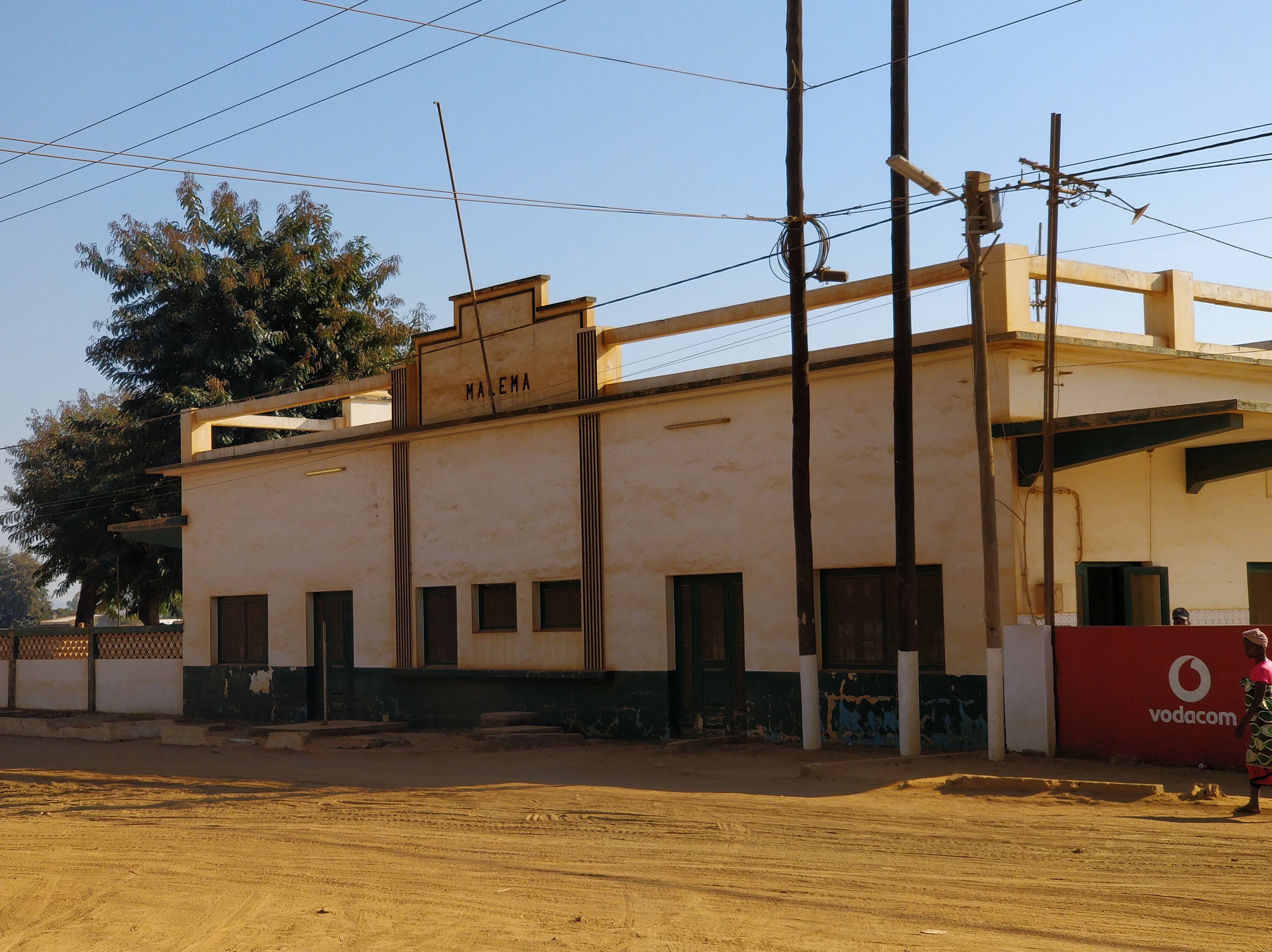
Estação ferroviária de Malema